# Madagaskar op de Olympische Zomerspelen 2004
Madagaskar nam deel aan de Olympische Zomerspelen 2004 in Athene, Griekenland. Net als tijdens alle eerdere edities werd geen medaille gewonnen.

## Deelnemers en resultaten

### Atletiek
| Olympiër                     | Discipline      | Resultaat | Prestatie                                              |
| ---------------------------- | --------------- | --------- | ------------------------------------------------------ |
| Joseph Berlioz Randriamihaja | 110m horden (m) | 23e       | serie 1: 5de in 13,46 (NR) kwartfinale 1: 6de in 13,64 |
|                              |                 |           |                                                        |
| Rosa Rakotozafy              | 100m horden (v) | 32e       | serie 2: 7de in 13,67                                  |
| Clarisse Rasoarizay          | marathon (v)    | 43e       | 2:48.14                                                |

### Boksen
| Olympiër                     | Discipline | Resultaat | Prestatie                                                  |
| ---------------------------- | ---------- | --------- | ---------------------------------------------------------- |
| Lalaina Rabenarivo           | -48kg (m)  | 17e       | 1ste ronde: V van KOR Hong: scheidsrechterlijke beslissing |
| George Jouvin Rakotoarimbelo | -51kg (m)  | 17e       | 1ste ronde: V van AZE Aslanov: walk-over                   |

### Judo
| Olympiër                  | Discipline | Resultaat | Prestatie                              |
| ------------------------- | ---------- | --------- | -------------------------------------- |
| Naina Cecilia Ravaoarisoa | -52kg (v)  | 19e       | 1ste ronde: V van BEL Heylen: waza-ari |

### Tennis
| Olympiër           | Discipline    | Resultaat | Prestatie                                  |
| ------------------ | ------------- | --------- | ------------------------------------------ |
| Dally Randriantefy | enkelspel (v) | 33e       | 1ste ronde: V van UKR Perebyjnis: 3-6, 4-6 |

### Zwemmen
| Olympiër                    | Discipline          | Resultaat | Prestatie               |
| --------------------------- | ------------------- | --------- | ----------------------- |
| Jean Luc Razakarivony       | 100m schoolslag (m) | 54e       | serie 2: 6de in 1.07,74 |
|                             |                     |           |                         |
| Aina Andriamanjatoarimanana | 50m vrije slag (v)  | 56e       | serie 3: 2de in 29,35   |

Afghanistan · Albanië · Algerije · Amerikaanse Maagdeneilanden · Amerikaans-Samoa · Andorra · Angola · Antigua en Barbuda · Argentinië · Armenië · Aruba · Australië · Azerbeidzjan · Bahama's · Bahrein · Bangladesh · Barbados · België · Belize · Benin · Bermuda · Bhutan · Bolivia · Bosnië en Herzegovina · Botswana · Brazilië · Britse Maagdeneilanden · Brunei · Bulgarije · Burkina Faso · Burundi · Cambodja · Canada · Centraal-Afrikaanse Republiek · Chili · China · Chinees Taipei · Colombia · Comoren · Congo-Brazzaville · Congo-Kinshasa · Cookeilanden · Costa Rica · Cuba · Cyprus · Denemarken · Djibouti · Dominica · Dominicaanse Republiek · Duitsland · Ecuador · Egypte · El Salvador · Equatoriaal-Guinea · Eritrea · Estland · Ethiopië · Fiji · Filipijnen · Finland · Frankrijk · Gabon · Gambia · Georgië · Ghana · Grenada · Griekenland · Groot-Brittannië · Guam · Guatemala · Guinee · Guinee‑Bissau · Guyana · Haïti · Honduras · Hongarije · Hongkong · Ierland · IJsland · India · Indonesië · Irak · Iran · Israël · Italië · Ivoorkust · Jamaica · Japan · Jemen · Jordanië · Kaaimaneilanden · Kaapverdië · Kameroen · Kazachstan · Kenia · Kirgizië · Kiribati · Koeweit · Kroatië · Laos · Lesotho · Letland · Libanon · Liberia · Libië · Liechtenstein · Litouwen · Luxemburg · Macedonië · Madagaskar · Malawi · Malediven · Maleisië · Mali · Malta · Marokko · Mauritanië · Mauritius · Mexico · Micronesië · Moldavië · Monaco · Mongolië · Mozambique · Myanmar · Namibië · Nauru · Nederland · Nederlandse Antillen · Nepal · Nicaragua · Nieuw-Zeeland · Niger · Nigeria · Noord-Korea · Noorwegen · Oeganda · Oekraïne · Oezbekistan · Oman · Oostenrijk · Oost‑Timor · Pakistan · Palau · Palestina · Panama · Papoea-Nieuw-Guinea · Paraguay · Peru · Polen · Portugal · Puerto Rico · Qatar · Roemenië · Rusland · Rwanda · Saint Kitts en Nevis · Saint Lucia · Saint Vincent en Grenadines · Salomonseilanden · Samoa · San Marino · Sao Tomé en Principe · Saoedi-Arabië · Senegal · Servië en Montenegro · Seychellen · Sierra Leone · Singapore · Slovenië · Slowakije · Soedan · Somalië · Spanje · Sri Lanka · Suriname · Swaziland · Syrië · Tadzjikistan · Tanzania · Thailand · Togo · Tonga · Trinidad en Tobago · Tsjaad · Tsjechië · Tunesië · Turkije · Turkmenistan · Uruguay · Vanuatu · Venezuela · Verenigde Arabische Emiraten · Verenigde Staten · Vietnam · Wit-Rusland · Zambia · Zimbabwe · Zuid-Afrika · Zuid-Korea · Zweden · Zwitserland